# Parabuthus hunteri
Espèce
Parabuthus hunteri est une espèce de scorpions de la famille des Buthidae.

## Distribution
Cette espèce se rencontre au Soudan et en Égypte.

## Description
Les mâles syntype mesurent de 100 à 113 mm.

## Étymologie
Cette espèce est nommée en l'honneur d'Archibald Hunter.

## Publication originale
- Pocock, 1895 : « On the Arachnida and Myriapoda obtained by Dr. Anderson's collector during Mr. T. Bent’s expedition to the Hadramaut, South Arabia; with a supplement upon the scorpions obtained by Dr. Anderson in Egypt and the Eastern Soudan. » Journal of the Linnaean Society, vol. 25, p. 292–316 (texte intégral).